# Likenäs
Likenäs är en bebyggelse belägen utefter riksväg 62 i Klarälvdalen i Dalby socken i Torsby kommun. Från 2015 avgränsade SCB här två småorter, denna och Likenäs syd. Före 2015 räknades bebyggelsen som en småort (före 2005 som en tätort). Vid avgränsningen 2023 avregistrerades denna småort medan Likenäs syd bestod.

## Historia
Likenäs var tingsplats för Älvdals härad till 1971.
Under en uppvisning i Likenäs satte Majken Åberg den 23 juli 1944 ett inofficiellt världsrekord i slungboll på 53,32 meter.[källa behövs]
I området kring Likenäs spelades många av scenerna i kultfilmen Rallybrudar från 2008 in. Bland annat scenen där Ulla, spelad av Eva Röse, och Birgitta, spelad av Marie Robertson, övar på att läsa kartan i en karusell. Andra kända platser i filmen är Esters Café och Likenäs motorstadion/Femtåbanan. 

### Befolkningsutveckling
| Befolkningsutvecklingen i Likenäs 1960–2015                                                                         | Befolkningsutvecklingen i Likenäs 1960–2015 | Befolkningsutvecklingen i Likenäs 1960–2015 | Befolkningsutvecklingen i Likenäs 1960–2015 | Befolkningsutvecklingen i Likenäs 1960–2015 |
| --- | ------------------------------------------- | ------------------------------------------- | ------------------------------------------- | ------------------------------------------- |
| |                                             |                                             |                                             |                                             |
| År |                                             |                                             | Folkmängd                                   | Areal (ha)                                  |
| 1960 | 1960                                        |                                             | 286                                         |                                             |
| 1965 | 1965                                        |                                             | 287                                         |                                             |
| 1970 | 1970                                        |                                             | 215                                         |                                             |
| 1975 | 1975                                        |                                             | 225                                         |                                             |
| 1980 | 1980                                        |                                             | 211                                         |                                             |
| 1990 | 1990                                        |                                             | 207                                         | 88                                          |
| 1995 | 1995                                        |                                             | 247                                         | 88                                          |
| 2000 | 2000                                        |                                             | 210                                         | 88                                          |
| 2005 | 2005                                        |                                             | 189                                         | 89#                                         |
| 2010 | 2010                                        |                                             | 192                                         | 88#                                         |
| 2015 | 2015                                        |                                             | 174                                         | 96#                                         |
| Anm.: Upphörde som tätort 2005. Småorten delades 2015 och där summan av dem redovisas i tabellen ovan # Som småort. |                                             |                                             |                                             |                                             |

## Idrott
IFK Likenäs är ortens idrottsklubb som Toini Gustafsson Rönnlund representerade.